# Tadeusz Łapiński (grafik)

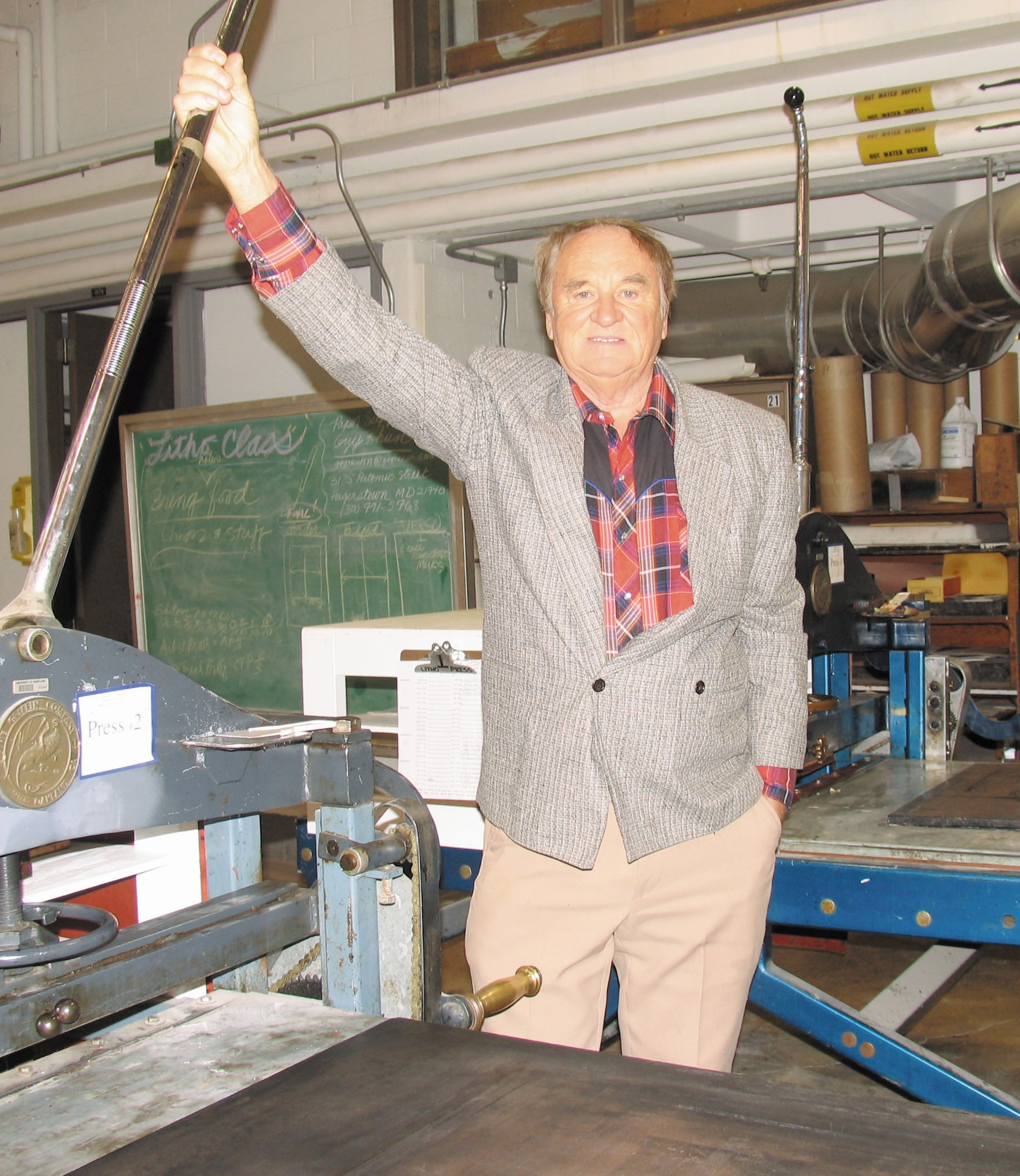
Tadeusz Łapiński

Tadeusz Łapiński (ur. 20 czerwca 1928 w Rawie Mazowieckiej, zm. 14 września 2016 na Florydzie) – polski grafik działający w USA. W 1972 został profesorem Uniwersytetu Maryland (Collage Park, stan Maryland). Następnie professor emeritus tego uniwersytetu.

## Życiorys
Studiował malarstwo pod kierunkiem Artura Nacht-Samborskiego, a grafikę pod kierunkiem Józefa Pakulskiego i Józefa Toma w Akademii Sztuk Pięknych w Warszawie. W roku 1955 uzyskał dyplom. Jego talent i cechy osobowości otworzyły mu drogę do światowej kariery artystycznej. W 1963 roku wyjechał z Polski. Po pobycie w Jugosławii, Francji i Brazylii pod koniec lat 60. na stałe osiadł w Stanach Zjednoczonych.

## Charakterystyka twórczości
W swej twórczości skupiał się na litografii barwnej. Był on autorem oryginalnych rozwiązań w zakresie warsztatu grafiki kolorowej. Wyobraźnia artystyczna oraz technologia, w efekcie której uzyskuje się efekt wielobarwności i nasycenia kolorem, stawiają T. Łapińskiego w czołówce współczesnej grafiki na świecie i są inspiracją dla młodych twórców, zwłaszcza w środowisku akademickim, gdzie prowadził dydaktykę. Znany był z animacji środowisk twórczych i aktywności pedagogicznej.

## Wystawy
Jego twórczość była prezentowana na całym świecie, w tym w najważniejszych amerykańskich galeriach i muzeach, m.in. w: Museum of Modern Art, Kennedy Gallery, Weintraub Galery, Art Fair Galery, National Collection of Fine Art – Smithsonian Institution, Whitney Museum, National Academy Galleries w Nowym Jorku, Miami Museum of Modern Art. Jego prace były wystawiane także w krajach Europy, Azji i obu Ameryk. Liczba jego wystaw sięga dwustu.

## Nagrody – wybór
Otrzymał liczne nagrody w Polsce i za granicą: w 1960 I nagrodę na I Biennale w Krakowie i I nagrodę na International Biennal of Prints w Muzeum w Cincinnati, dwa lata później III nagrodę – Miasta Krakowa; w 1965 nagrodę UNESCO, w 1969 złoty medal na Biennale w Lozannie, a w 1977 wielką nagrodę na międzynarodowej wystawie graficznej Europahaus w Wiedniu. Otrzymał także najwyższe nagrody stowarzyszenia Audubon Artists w Nowym Jorku oraz Painters & Sculptors Society of New Yersey.
- 1961 – Prize of Cincinnati Museum, Ohio, USA
- 1961 – II nagroda – Ogólnopolski Konkurs Grafiki Marynistycznej, Sopot
- 1962 – III nagroda – Międzynarodowe Biennale Grafiki, Kraków
- 1965 – UNESCO Prize International, Paris, France
- 1967 – Second Prize – "TV-Gaucha", Porto Alegre, Brazil
- 1968 – First Prize – Museum Rio Grande do Sul, Porto Alegre, Brazil
- 1972 – Audubon Artists of Honor, New York City, USA
- 1972 – First Prize – Highest Merit, Miniature Art Society of New Jersey, USA
- 1972 Medal of Honor, Painters / Sculptors Society of New Jersey, USA
- 1973 – Audubon Artists Silver Medal, New York City, USA
- 1974 – Medal of Honor, Painters / Sculptors Society of New Jersey, USA
- 1975 – Special Prize, Painters / Sculptors Society of New Jersey, USA
- 1975-1980 CAPA Award, University of Maryland, USA
- 1977 – Grand Prize, Graphic International Festival, Vienna, Austria
- 1980 – Medal of Honor (Medal honorowy Miasta Zamościa), Zamość
- 1981 – 9th of December – Lapinski Day in Washington, D.C" proclaimed by Mayor M, Barry, Columbia, USA
- 1982 – Outstanding Achievement, University of Maryland, USA
- 1983 – Maryland Man of the Year, Perspectives Magazine, USA
- 1983 – Medal of Honor, Andrelovac, Yugoslavia – Serbia
- 1983 – Lapiński's Days in Omisali, Yugoslavia – Croatia
- 1983 – Man of Achievement, University of Maryland, USA
- 1983 – Phi Kappa Phi, University of Maryland, USA
- 1985 – Statue of Victory 85 – World Prize, Calvatone, Italy
- 1986 – Honor Award, University of Maryland, USA
- 1987	Man of Achievement Award, International Biographical Center, Cambridge, England
- 1988 – Strathmore Hall, Honorable Mention, USA
- 1988 – Who's Who in Society, Honor Award, USA
- 1989 – Prince George's Arts Council Grand Award, USA
- 1990 – American-Polish Arts Council (ACPC), Highest Merit Award, USA
- 1990 – International Graphic Art Foundation Merit Award, USA
- 1991 – Capa Award, University of Maryland, USA
- 1993 – International Man of the Year 1992/1993, International Biographical Center, Cambridge, England
- 1996 – General Research Board SRB Award, University of Maryland, USA
- 1997 – Lapinski Day in Omisali, Krk, Croatia
- 1997 – Medal Honorowy, Grodzisk Mazowiecki
- 1998-2000 – Outstanding People of the 20th Century, International Biographical Center, Cambridge, England
- 2011 – Honorowe obywatelstwo Grodziska Mazowieckiego[2]